# Examen artium
Examen artium, auch Eksamen artium, oft verkürzt zu Artium, auch studenteksamen (Studentenprüfung) war in Norwegen und Dänemark die Zugangsprüfung zu einem Universitäts- oder Fachhochschulstudium. In Norwegen wurde der Begriff 1974 aufgegeben und das letzte Diplom 1982 ausgestellt. Artium wird aber noch immer informell für den Abschluss der videregående opplæring (Weiterführenden Ausbildung), d. h. der einer deutschen gymnasialen Oberstufe entsprechenden Sekundarstufe II verwendet.

## Geschichte
Für den Dänischen Gesamtstaat wurde 1630 das Examen artium als Aufnahmeprüfung zur Universität Kopenhagen (damals die einzige des Landes) vorgeschrieben. Dies galt damit auch für die erst 1811 gegründete Universität Oslo, an der diese Prüfung erstmals 1813 abgenommen wurde. Bis zum Jahre 1882 wurde an der Universität selbst durch einen nationalen Prüfungsausschuss (nasjonalt eksamensråd) geprüft. Danach wurde die Prüfung „den gelehrten Schulen und den Privatschulen zugewiesen, die dazu befugt waren“, und dadurch zu einer Abschlussprüfung der Gymnasien.
In Dänemark erfolgte die Zuweisung an die Gymnasien bereits 1850, wobei privatisterne (Schüler von Hauslehrern) das Examen zunächst noch an der Universität ablegen durften und erst 1871 zu einer Externistenprüfung an einer öffentlichen Schule verpflichtet wurden.
Der traditionelle Inhalt des Examen artium bestand aus der Überprüfung der Lateinkenntnisse. Diese Tradition wurde allerdings im 19. Jahrhundert schrittweise aufgegeben. In Norwegen bestand seit 1869 die Möglichkeit, ein Realartium ohne Lateinkenntnisse abzulegen. Ab 1896 gab es drei Prüfungsvarianten (artiumslinjene), jeweils schriftlich und mündlich: die reallinje für den naturwissenschaftlichen Zweig, die engelsklinje für die modernen Fremdsprachen (mit Englisch), und die sproglighistoriske linje med latin (sprachhistorische Linie mit Latein). Ab 1907 mussten alle Studienanwärter zusätzlich eine schriftliche Norwegischprüfung ablegen.
In Dänemark waren seit 1871 die beiden letzten Klassen der gelehrten Schulen in einen sprachlich-historischen und einen mathematisch-naturwissenschaftlichen Zweig geteilt, und das Examen artium war entsprechend unterschiedlich. Das Gesetz vom 24. April 1903 führte ein dreijähriges Gymnasium mit drei verschiedenen Richtungen bzw. Examen ein, klassisch-sprachlich, neusprachlich und mathematisch-naturwissenschaftlich. Alle drei Richtungen ermöglichten das Universitätsstudium. Nur die Absolventen der klassisch-sprachlichen Richtung konnten ohne Zusatzprüfung in den alten Sprachen das Juridische und Theologische Studium einschlagen.

## Etymologie
Die Bezeichnung ist von lateinisch artes abgeleitet, wobei artes liberales („die freien Künste“) mitgedacht werden muss. Das examen artium bedeutet also „Prüfung in den Künsten“.